# Kotinuka
Koordinaten: 59° 23′ N, 27° 25′ O
Kotinuka ist ein Dorf (estnisch küla) in der Gemeinde Jõhvi (Jõhvi vald). Es liegt im Kreis Ida-Viru (Ost-Wierland) im Nordosten Estlands.
Das Dorf hat 57 Einwohner (Stand 1. Januar 2012). Es liegt unmittelbar nördlich der Stadt Jõhvi.